# Knaith
Knaith är en ort och civil parish i Storbritannien.   Den ligger i grevskapet Lincolnshire och riksdelen England, i den sydöstra delen av landet, 210 km norr om huvudstaden London. Knaith ligger 16 meter över havet och antalet invånare är 277.
Terrängen runt Knaith är platt. Runt Knaith är det ganska tätbefolkat, med 70 invånare per kvadratkilometer. Närmaste större samhälle är Gainsborough, 3,4 km norr om Knaith. Trakten runt Knaith består till största delen av jordbruksmark.